# Ectoedemia capensis
Ectoedemia capensis là một loài bướm đêm thuộc họ Nepticulidae. Nó được miêu tả bởi Scoble năm 1983. Nó được tìm thấy ở Nam Phi (Nó đã dược miêu tả ở the Cape Province).